# John Sayles
Pour les articles homonymes, voir Sayles.
John Sayles est un réalisateur américain de films indépendants, né le 28 septembre 1950 à Schenectady, New York (États-Unis). Il est également scénariste, acteur, monteur et producteur.

## Biographie

### Jeunesse et formation
John Sayles a grandi à Schenectady et à Chappaqua, New York. Il a étudié à la Syracuse University, puis à l'Université de Californie à Berkeley, où il a étudié la littérature et l'écriture avant de se tourner vers le cinéma.

### Carrière cinématographique
Sayles a commencé sa carrière dans le cinéma indépendant à la fin des années 1970. Son premier long métrage, Return of the Secaucus 7 (1980), a été acclamé pour son réalisme et son approche naturaliste des relations humaines.
Parmi ses films les plus connus figurent The Brother from Another Planet (1984), une comédie de science-fiction sur un extraterrestre noir échoué à New York, Matewan (1987), un drame historique sur une grève de mineurs, et Eight Men Out (1988), retraçant le scandale du « Black Sox ». Son film Lone Star (1996) a été salué pour son enquête policière mêlée à une analyse sociale et politique du Texas.
Sayles est également scénariste pour d'autres réalisateurs et a travaillé sur des adaptations de ses propres romans. Il est connu pour produire la plupart de ses films de manière indépendante, en gardant le contrôle artistique sur ses projets.

### Style et influences
Les films de Sayles se caractérisent par une narration réaliste, des dialogues riches et une attention particulière aux questions sociales et politiques. Il est influencé par des auteurs et cinéastes comme John Ford, Howard Hawks et les écrivains américains contemporains.

### Vie personnelle
John Sayles vit à New York. Il est également écrivain et a publié plusieurs romans et recueils de nouvelles parallèlement à sa carrière cinématographique.

## Distinctions
- Nominations pour le Primetime Emmy Award et l'Academy Award du meilleur scénario original pour Passion Fish (1992)
- Prix du scénario au Sundance Film Festival pour Eight Men Out (1988)
- Récompenses et nominations dans divers festivals de cinéma indépendant pour ses films socialement engagés

## Filmographie

### Réalisateur & scénariste

#### Cinéma
- 1980 : Return of the Secaucus 7
- 1983 : Lianna
- 1983 : Baby it's you
- 1984 : The Brother from Another Planet
- 1987 : Matewan
- 1988 : Les Coulisses de l'exploit (Eight Men Out)
- 1991 : City of Hope
- 1992 : Passion Fish
- 1994 : Le Secret de Roan Inish (The Secret of Roan Inish)
- 1996 : Lone Star
- 1997 : Men with Guns
- 1999 : Limbo
- 2002 : Sunshine State
- 2003 : Casa de los babys
- 2004 : Silver City
- 2007 : Honeydripper
- 2010 : Amigo
- 2013 : Go for Sisters

#### Télévision
- 1990 : Le Bluffeur (Shannon's Deal)

### Scénariste seulement

#### Cinéma
- 1978 : Piranhas (Piranha) de Joe Dante
- 1979 : Du rouge pour un truand (The Lady in Red) de Lewis Teague
- 1980 : L'Incroyable Alligator (Alligator) de Lewis Teague
- 1980 : Les Mercenaires de l'espace (Battle Beyond the Stars) de Jimmy T. Murakami
- 1981 : Hurlements (The Howling) de Joe Dante
- 1982 : À armes égales (The Challenge) de John Frankenheimer
- 1983 : Enormous Changes at the Last Minute de Mirra Bank, Ellen Hovde et Muffie Meyer
- 1986 : Le Clan de la caverne des ours (The Clan of the Cave Bear) de Michael Chapman
- 1987 : Wild Thing de Max Reid
- 1989 : Breaking In de Bill Forsyth
- 1994 : L'Homme de guerre (Men of War) de Perry Lang
- 2008 : Les Chroniques de Spiderwick (The Spiderwick Chronicles) de Mark Waters

#### Télévision
- 1980 : A Perfect Match
- 1986 : Unnatural Causes
- 1989 : Le Coup de Shannon (Shannon's Deal)
- 1995 : Piranha (en)

### Acteur

#### Cinéma
- 1978 : Piranhas (Piranha) de Joe Dante : sentinelle de l'armée
- 1980 : Return of the Secaucus 7 de lui-même : Howie
- 1981 : Hurlements (The Howling) de Joe Dante : préposé à la morgue
- 1983 : Lianna de lui-même : Jerry
- 1984 : The Brother from Another Planet de lui-même : l'homme en noir
- 1985 : Hard Choices de Rick King : Don
- 1986 : Dangereuse sous tous rapports (Something Wild) de Jonathan Demme : le flic à moto
- 1987 : Matewan de lui-même : le prédicateur Hardshell
- 1988 : Les Coulisses de l'exploit (Eight Men Out) de lui-même : Ring Lardner
- 1989 : La Fine della notte de David Ferrario : Wayne
- 1989 : Untama giru de Go Takamine : le haut-commissaire américain
- 1990 : Little Vegas de Perry Lang : Mike
- 1991 : City of Hope de lui-même : Carl
- 1992 : Franc-parler (Straight Talk) de Barnet Kellman : Guy Girardi
- 1992 : Passion Fish de lui-même : docteur dans le soap
- 1992 : Malcolm X de Spike Lee : agent du FIB
- 1993 : Panic sur Florida Beach (Matinee) de Joe Dante : Bob
- 1993 : My Life's in Turnaround  d'Eric Schaeffer et Donal Lardner Ward : le producteur marginal
- 1997 : Gridlock'd de Vondie Curtis-Hall : le flic n°1
- 2000 : Girlfight de Karyn Kusama : le prof de sciences
- 2009 : Dans la brume électrique (In The Electric Mist) de Bertrand Tavernier : Michael Goldman

#### Télévision
- 1986 : Unnatural Causes de Lamont Johnson : Lloyd

### Monteur
- 1980 : Return of the Secaucus 7
- 1983 : Lianna
- 1984 : The Brother from Another Planet
- 1991 : City of Hope
- 1992 : Passion Fish
- 1994 : Le Secret de Roan Inish (The Secret of Roan Inish)
- 1996 : Lone Star
- 1997 : Men with Guns
- 1999 : Limbo
- 2002 : Sunshine State
- 2003 : Casa de los babys
- 2004 : Silver City

### Producteur
- 1999 : Esperanza et ses saints (Santitos) d'Alejandro Springall
- 2000 : Girlfight de Karyn Kusama
- 2005 : My Mexican Shivah (Morirse está en Hebreo) d'Alejandro Springall